# Снежана Савић
Снежана Савић (Велика Плана, 6. март 1953) је српска је филмска, телевизијска и позоришна глумица и естрадна уметница. Највећу популарност донеле су јој телевизијске серије Синише Павића: Бољи живот, Срећни људи и Породично благо. Током осамдесетих била је једна од најпопуларнијих певачица народне музике. Највећи хитови које је снимила јесу: Три пољупца за срећу, Тополска 18, Нова љубав, Топим се, Шарене очи, Зашто те толико волим, Еј, моје мило, Забрањено, И на моју срећу дошао је ред, Не смем да те дирам.

## Биографија
Рођена је у Великој Плани. Након завршетка средње школе, уписује глуму на Факултету драмских уметности у Београду. Дипломирала је у класи професорке Огњенке Милићевић као студент генерације, а заједно са њом студирали су Љиљана Стјепановић, Злата Петковић, Лазар Ристовски, Богдан Диклић, Радош Бајић.
Прву улогу на телевизији остварила је у телевизијском филму Игњатовић против Гебелса 1975. године, да би већ наредне године добила једну од најзапаженијих улога у својој каријери. Реч је улози Коштане у истоименој тв драми. Уследиле су улоге у серијама: Част ми је позвати вас, Седам плус седам, Седам секретара СКОЈ-а, И то се зове срећа и филмовима: Маска, Пад Италије, Почнимо живот из почетка, Живети као сав нормалан свет, У затвору. У филму Шта је с тобом, Нина играла је главну јунакињу, а запажене улоге остварила је и у филмовима Жикина династија и Жикина женидба. Највећу популарност донеле су јој серије сценаристе Синише Павића. Најпре, Бољи живот, у којој је играла лик певачице Нине Андрејевић, затим лик богаташице Малине Војводић у серији Срећни људи, а онда и серије Породично благо и Стижу долари.
Почетком осамдесетих година, започиње и музичку каријеру. Први албум, назван О, каква ноћ снимила је 1983. године за Југотон, као и наредна два албума Не смем да те дирам (1984) и Ти крај мене ниси (1985). Од 1987. године снимала је за ПГП РТБ, а почетком 2000-их година прелази у Гранд продукцију. До сада је снимила дванаест студијских албума. Најпознатије песме су: Три пољупца за срећу, Тополска 18 - песма из серије Срећни људи, Нова љубав, Шарене очи, Зашто те толико волим, Топим се, Еј, моје мило, Забрањено, Не смем да те дирам, И на моју срећу дошао је ред, Свирајте ми Врање, Осећам те, осећам, Коштана, Да сам ружа, Опрости ми, срце, Волим те, сунце моје, Шапни ми, шапни, Дођи крадом, Митке и Коштана.
У децембру 2018. године, Савез естрадно-музичких уметника Србије доделио јој је Естрадно-музичку награду Србије за животно дело.
Из брака са редитељем Драгославом Лазићем има ћерку Аниту.

## Награде
Награду за најбољи Глумачки пар године по избору читалаца ТВ Новости добила је два пута на Филмским сусретима у Нишу. Први пут у пару са Десимиром Станојевићем за улоге у телевизијској серији Срећни људи 1996. и други пут са Драганом Николићем за улоге у Породичном благу 2001. године.

## Филмографија
| Год.       | Назив                                 | Улога               |
| ---------- | ------------------------------------- | ------------------- |
| 1970-е     |                                       |                     |
| 1975.      | Игњатовић против Гебелса (ТВ)         | Ружа                |
| 1976.      | Коштана (ТВ)                          | Коштана             |
| 1977.      | Ана воли Милована (ТВ)                |                     |
| 1977.      | Част ми је позвати вас (серија)       | Снежана             |
| 1978.      | Господарев зет (ТВ)                   |                     |
| 1978.      | Маска (ТВ)                            | Глумица Мими        |
| 1979.      | Седам плус седам (серија)             | Снежана             |
| 1980-е     |                                       |                     |
| 1981.      | Пад Италије                           | Красна              |
| 1981.      | Седам секретара СКОЈ-а (серија)       | Агата Орешки        |
| 1981.      | Почнимо живот из почетка (ТВ)         | Банетова љубавница  |
| 1982.      | Сабињанке (ТВ)                        | Алиса Мур           |
| 1982.      | Живети као сав нормалан свет          |                     |
| 1984.      | Шта је с тобом, Нина                  | Нина Марковић       |
| 1985.      | Жикина династија                      | Дама у возу         |
| 1985.      | У затвору                             | Олга Папић „Цаца“   |
| 1985.      | Индијско огледало                     | Тодорка             |
| 1985.      | Живот је леп                          | Конобарица          |
| 1987.      | Луталица                              | Циле                |
| 1987.      | И то се зове срећа (серија)           | Маца                |
| 1987.      | Fortunes of War (мини-серија)         | Флориа              |
| 1987.      | Тесна кожа 2                          | Лепа Шојић          |
| 1987.      | Вук Караџић (серија)                  | Вукова мајка        |
| 1987.      | Бољи живот: Новогодишњи специјал (ТВ) | Нина Андрејевић     |
| 1987—1988. | Бољи живот (серија)                   | Нина Андрејевић     |
| 1989.      | Атоски вртови - преображење           | Савин сликарски акт |
| 1989.      | Сеобе 2                               | Кумрија             |
| 1990-е     |                                       |                     |
| 1990.      | Љубав је хлеб са девет кора (ТВ)      |                     |
| 1990—1991. | Бољи живот 2 (серија)                 | Нина Андрејевић     |
| 1992.      | Дама која убија                       | Силвија             |
| 1992.      | Жикина женидба                        | Певачица            |
| 1993.      | Нападач (ТВ)                          | Певачица            |
| 1994.      | Срећни људи (серија)                  | Малина Војводић     |
| 1995—1996. | Срећни људи 2 (серија)                | Малина Војводић     |
| 1998—2002. | Породично благо (серија)              | Рајна Гагић         |
| 2000-е     |                                       |                     |
| 2000.      | Тајна породичног блага                | Рајна Гагић         |
| 2000.      | А сад адио                            | Рајна Гагић         |
| 2004.      | Стижу долари (серија)                 | Елизабета Ковачевић |
| 2005—2006. | Стижу долари 2 (серија)               | Елизабета Ковачевић |
| 2008.      | Последња аудијенција (серија)         | Ђурђа Пашић         |
| 2010-е     |                                       |                     |
| 2016.      | Село гори а баба се чешља (серија)    | Изабел              |
| 2018.      | Ургентни центар                       | Тамара              |
| 2020-е     |                                       |                     |
| 2020—2024. | Игра судбине                          | Донка де Саели      |
| 2021.      | Јованка Броз и тајне службе           | Јованка Броз        |
| 2023.      | Циклус                                |                     |

## Улоге у позоришту
| Представа                               | Позориште                               |
| --------------------------------------- | --------------------------------------- |
| Петријин венац                          | Атеље 212                               |
| Станоје Главаш                          | Народно позориште Београд               |
| Позови М ради ужитка                    | Звездара театар                         |
| Забрањено воће                          | Академија 28                            |
| Фундаменталиста или тајна младе удовице | Народно позориште Мостар                |
| Бајка о позоришту                       | Звездара театар                         |
| Удај се мушки                           | Академија 28                            |
| Слике из живота владике Николаја        | Центар за културу и образовање Раковица |
| Ја, Јованка Броз                        |                                         |

## Дискографија
Снимила је дванаест музичких албума
| Година           | Назив                  | Издавач          |
| ---------------- | ---------------------- | ---------------- |
| Студијски албуми |                        |                  |
| 1983.            | О, каква ноћ           | Југотон          |
| 1984.            | Не смем да те дирам    | Југотон          |
| 1985.            | Ти крај мене ниси      | Југотон          |
| 1987.            | Па иди, иди/Шарене очи | ПГП РТБ          |
| 1988.            | Осећам те...           | ПГП РТБ          |
| 1989.            | Сањаћу те, сањај ме    | ПГП РТБ          |
| 1990.            | Забрањено              | ПГП РТБ          |
| 1992.            | Сузе и осмех           | ПГП РТБ          |
| 1995.            | Љубав је варка         | ПГП РТС          |
| 1998.            | Црвена је зора         | ПГП РТС          |
| 2001.            | Авантура               | Гранд продукција |
| 2009.            | Речи су сувишне        | Гранд продукција |
| Синглови         |                        |                  |
| 1976.            | Пјесме из Коштане      | Југотон          |
| Компилације      |                        |                  |
| 1991.            | Снежана Савић          | Југотон          |

## Фестивали
- 1985. МЕСАМ - Три пољупца за срећу
- 1988. МЕСАМ - Нова љубав
- 1988. Хит парада - Осећам те, осећам
- 2004. Валандово - Животот е многу убав (дует са Миланом Бабићем)
- 2008. Охрид фест - Сакам да сме заедно, прва награда жирија и прва награда публике, победничка песма
- 2009. Моравски бисери - Вино за растанак, победничка песма
- 2020. Сабор народне музике Србије, Београд - Гошћа осме такмичарске вечери фестивала и добитница Награде националног естрадно - музичког уметника Србије